# Pierrepont-sur-Avre
Pierrepont-sur-Avre är en kommun i departementet Somme i regionen Hauts-de-France i norra Frankrike. Kommunen ligger i kantonen Moreuil som tillhör arrondissementet Montdidier. År 2018 hade Pierrepont-sur-Avre 671 invånare.

## Befolkningsutveckling
Antalet invånare i kommunen Pierrepont-sur-Avre
| Referens: INSEE |